# Renate Reinsve
Renate Reinsve (Solbergelva, 24 novembre 1987) è un'attrice ed ex modella norvegese, vincitrice, tra gli altri riconoscimenti, del Prix d'interprétation féminine al Festival di Cannes 2021.

## Biografia

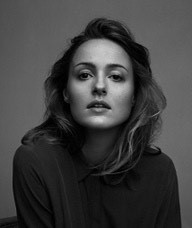
Renate Reinsve nel 2018

Diplomata all'Accademia nazionale delle belle arti di Oslo, ha esordito nel 2010 recitando in Peer Gynt di Ibsen al Trøndelag Teater. Nel 2014, Reinsve ha ricevuto il premio Hedda per l'adattamento de La visita della vecchia signora di Dürrenmatt, mentre dal 2016 fa parte della compagnia del Det Norske Teatret.
Al cinema, il suo primo ruolo è stato in Oslo, 31. august (2011) di Joachim Trier, che l'ha diretta nuovamente ne La persona peggiore del mondo, dove Reinsve consacra la sua fama internazionale, ottenendo il plauso della critica e vincendo il premio per la miglior attrice al Festival di Cannes 2021. Anche il film ottiene un buon successo, tanto che viene candidato all'Oscar al miglior film straniero e alla miglior sceneggiatura originale.

## Filmografia

### Attrice

#### Cinema
- Oslo, 31. august, regia di Joachim Trier (2011)
- Kompani Orheim, regia di Arild Andresen (2012)
- Kvinner i for store herreskjorter, regia di Yngvild Sve Flikke (2015)
- Villmark Asylum - La clinica dell'orrore (Villmark 2), regia di Pål Øie (2015)
- Welcome to Norway, regia di Rune Denstad Langlo (2016)
- Ekspedisjon Knerten, regia di Andreas J. Riiser (2017)
- Føniks, regia di Camilla Strøm Henriksen (2018)
- La persona peggiore del mondo (Verdens verste menneske), regia di Joachim Trier (2021)
- Håndtering av udøde, regia di Thea Hvistendahl (2024)
- A Different Man, regia di Aaron Schimberg (2024)
- Another End, regia di Piero Messina (2024)
- Armand, regia di Halfdan Ullmann Tøndel (2024)
- Affeksjonsverdi, regia di Joachim Trier (2025)

#### Televisione
- Mysteriet på Sommerbåten – serie TV (2015)
- Unge lovende – serie TV, 1 episodio (2015)
- Nesten voksen – serie TV, 3 episodi (2018)
- Roeng – serie TV, 10 episodi (2018)
- Best: Før – serie TV, 1 episodio (2018)
- Hvite gutter – serie TV, 5 episodi (2018)
- Presunto innocente (Presumed Innocent) – serie TV, 8 episodi (2024)

#### Cortometraggi
- Skyggene av byen - Pilot, regia di Christopher Wollebekk (2015)
- Små, søte kaker, regia di Henry K. Norvalls (2017)
- De Hensynsløse, regia di Rikke Gregersen (2018)
- The Affected, regia di Rikke Gregersen (2020)
- Cake Bomb, regia di Alexi Tan (2021)

## Riconoscimenti
- Festival di Cannes
  - 2021 – Prix d'interprétation féminine per La persona peggiore del mondo
- Premio BAFTA
  - 2022 – Candidatura alla migliore attrice protagonista per La persona peggiore del mondo
- European Film Awards
  - 2021 – Candidatura alla migliore attrice per La persona peggiore del mondo
  - 2024 – Candidatura alla migliore attrice per Armand
- Premio Gopo
  - 2022 – Premio speciale
- Satellite Award
  - 2022 – Candidatura alla migliore attrice per La persona peggiore del mondo

## Doppiatrici italiane
- Valentina Favazza in La persona peggiore del mondo, Presunto innocente
- Domitilla D'Amico in Another End
- Francesca Manicone in A Different Man